# La Siria 1ra. Sección
La Siria 1ra. Sección är en ort i Mexiko.   Den ligger i kommunen Catazajá och delstaten Chiapas, i den sydöstra delen av landet, 800 km öster om huvudstaden Mexico City. La Siria 1ra. Sección ligger 28 meter över havet och antalet invånare är 203.
Terrängen runt La Siria 1ra. Sección är platt. Runt La Siria 1ra. Sección är det ganska glesbefolkat, med 34 invånare per kvadratkilometer. Närmaste större samhälle är Palenque, 17,2 km söder om La Siria 1ra. Sección. Omgivningarna runt La Siria 1ra. Sección är en mosaik av jordbruksmark och naturlig växtlighet.